# Lalish
Lalish, Lalesh, Laliş ou Lalişa Nûranî é um pequeno vale montanhoso situado no Curdistão Iraquiano, no norte do Iraque, a 60 km a nordeste da cidade de Moçul. É o lugar onde se encontra o túmulo o xeque Adi ibne Muçafir, místico sufi que viveu no século XII e que foi uma figura central do yazidismo. 

Pelo menos uma vez na sua vida, os yazidi têm que fazer uma peregrinação de seis dias a Lalish para visitar o túmulo do xeque Adi e outros lugares sagrados. Os yazidi que vivem na região realizam uma peregrinação anual à Festa da Assembleia, que se celebra de 23 de Elul (último mês do calendário hebraico moderno) a 1 de Tishrei (primeiro mês do calendário hebraico), o que acontece entre agosto e setembro.

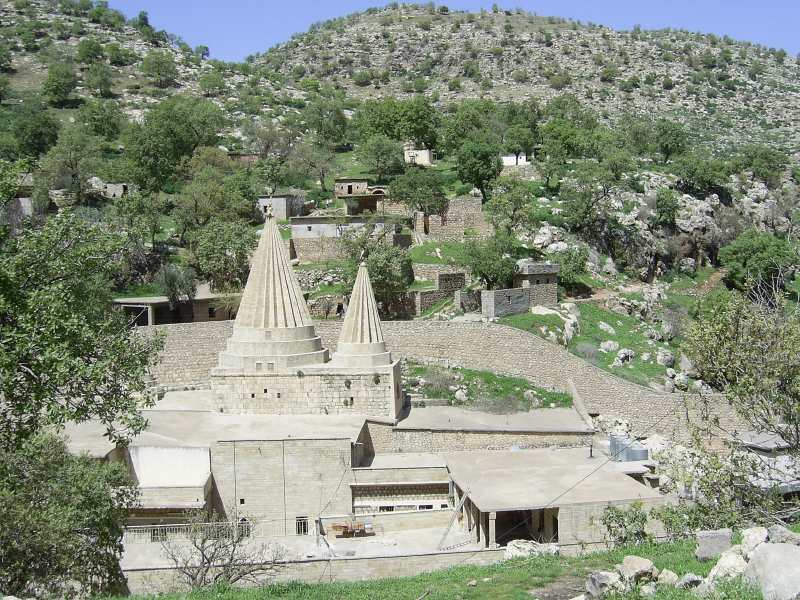
Os telhados cónicos característicos do yazidismo marcam o lugar do túmulo de Adi ibn Musafir em Lalish